# Uno più una
Uno più una (Un + une) è un film del 2015 diretto da Claude Lelouch.

## Trama
Antoine è un musicista, simile ai personaggi dei film per cui compone le musiche: con fascino e successo vive la vita con entusiasmo e leggerezza. Quando parte per l'India, per lavorare a una versione molto originale di Romeo e Giulietta, incontra Anna, una donna che non ama, ma che lo attrae più di ogni altra cosa. Insieme vivranno un'incredibile avventura.